# Yulara
Yulara (1 099 habitants) est un village touristique australien, isolé en plein désert dans la partie méridionale du Territoire du Nord ; il est célèbre pour la formation rocheuse remarquable située à proximité, dans le parc national d'Uluṟu-Kata Tjuṯa.
C'est une zone non incorporée qui n'appartient à aucune LGA constituée ; elle est enclavée dans la région de MacDonnell (en).

## Localisation et accès
Yulara se trouve à 18 km d'Uluru, à 34 km à vol d'oiseau du Lac Amadeus, à 55 km de Kata Tjuṯa et à 428 km d'Alice Springs.
Située juste à l'extérieur du parc national d'Uluṟu-Kata Tjuṯa, la ville est chargée d'accueillir les nombreux touristes du parc.
Le monopole des hôtels et logements du village a été confié à la société australienne Voyages.
Le village possède un aéroport : Ayers Rock Airport (IATA : AYQ – OACI : YAYE).

## Station touristique
Au début des années 1970, la pression du tourisme non structuré et non surveillé a eu des effets néfastes sur l'environnement autour de Uluru et Kata Tjuṯa. Des motels s'étaient multipliés tout près du pied de la formation rocheuse d'Uluru (Ayers Rock).
Le Senate Select Committee (Commonwealth) a alors recommandé de supprimer tous les développements, près de la base de la roche et de construire un nouveau centre de villégiature à l'extérieur des limites du parc national pour le Parc National d'Uluru-Kata Tjuta. Le gouvernement du Commonwealth a accepté en 1973 de relocaliser les installations sur un nouveau site. En 1976, la gouverneure générale a proclamé la ville nouvelle de Yulara, à environ 14 kilomètres de la roche[réf. nécessaire].
Après que le territoire du Nord ait obtenu l'autonomie gouvernementale en 1978, le développement de la nouvelle ville est devenue une priorité majeure du gouvernement local. Entre 1978 et 1981, les infrastructures de base (routes, eau, etc.) ont été construites dans le cadre d'un grand programme de travaux de développement.
Le gouvernement a d'abord mis en place la Yulara Development Company Ltd pour développer l'hébergement touristique, le logement du personnel et un centre commercial. La première étape de construction a été réalisée entre 1982 et 1984 à un coût de 130 millions de dollars. Le centre touristique a été conçu par Philip Cox & Associates qui a remporté à cette occasion le Royal Australian Institute of Architects (RAIA) Sir Zelman Cowen Award en 1984.
Lorsque les nouvelles installations sont devenues pleinement opérationnelles à la fin 1984, le gouvernement du Commonwealth a mis fin à tous les baux pour les vieux motels et la zone a été réhabilitée par le service des parcs nationaux (maintenant appelé Parks Australia). Vers la même époque, le parc national fut rebaptisé Uluru Kata Tjuta et son droit de propriété transféré au peuple indigène local, qui l'a loué en retour à Parks Australia pour 99 ans.
À l'origine, trois hôtels étaient en concurrence, ce qui a aggravé les pertes d'exploitation du projet. De 1990 à 1992, les hôteliers concurrentes ont été remplacés par un seul opérateur : Investnorth Management Pty Ltd. En 1992, le gouvernement a mis aux enchères une participation de 40 % dans la société de développement de Yulara, incluant la station touristique, à un consortium de capital risque.
En 1997, la station entière fut vendue par appel d'offres ouvert à Trust General Property, qui a nommé comme opérateur Voyages Hotels & Resorts. Voyages gère tous les aspects de la station, à l'exception de la poste (Australia Post) et de la Banque (ANZ). Presque tous les habitants de la ville louent leur logement à Voyages, mais le gouvernement réserve des logements pour ses employés.
La plupart des habitants de Yulara sont des employés de la station touristique ou de tour opérateurs.
En 2011, la station a été revendue à la société de terres indigènes afin de mettre à disposition des hébergements pour petit budget. On peut maintenant trouver un terrain de camping avec piscine.

## Démographie
En 2016, 14,2 % de la population de Yulara est aborigène.
62,6 % de la population déclare ne parler que l'anglais à la maison, alors que 2,7 % de la population déclare parler le népalais, 1,9 % l'hindi, 1,7 % le mandarin, 1,6 % l'italien et 1,5 % le coréen.